# Martial-Henri Berdoly
Martial-Henri Berdoly est un homme politique français, né le 29 février 1844 à Bordeaux (Gironde) et décédé le 23 septembre 1905 à Uhart-Mixe (Pyrénées-Atlantiques).

## Biographie
Fils de Pierre Berdoly, ingénieur civil à Bordeaux, Martial Berdoly fit des études classiques et juridiques à Paris et s’inscrivit au barreau de Saint-Palais, dans les Basses-Pyrénées. C’était un important propriétaire foncier, qui possédait notamment le château d’Uhart-Mixe, que son père avait acquis en 1833. Il était attiré par la politique — comme son père, qui s’était présenté aux élections d’avril 1848 dans les Basses-Pyrénées. Républicain libéral et modéré, « ferme dans sa modération », il entreprit de conquérir à la République l’arrondissement de Mauléon, considéré comme un fief du parti conservateur. 
Il fut sous-préfet de Mauléon de 1880 à 1884. Il démissionna pour se présenter sur la liste républicaine aux élections générales de 1885, mais il arriva dernier de douze candidats (au scrutin départemental). Il fut néanmoins élu conseiller général du canton de Saint-Palais en 1886 et en profita pour asseoir sa popularité en présidant les comices agricoles de l’arrondissement. La même année, il avait créé un journal, Le Réveil basque, défendant une République libérale et affirmant que le clergé devait se confiner à son rôle religieux. Aux élections générales de 1889, il affronta Louis Etcheverry, membre d’une famille influente de Saint-Étienne-de-Baïgorry, qui fut élu. L’élection fut contestée, Berdoly accusant son adversaire d’avoir bénéficié « d’ingérences cléricales », et annulée, mais Berdoly fut à nouveau battu en mars 1890, aux élections partielles. 
Martial Berdoly fut élu aux élections de 1893, avec 6 670 voix contre 6 602 à son concurrent. La campagne avait été si violente qu’un partisan d’Etcheverry avait été tué à Arrast dans une rixe. Des femmes, disait-on, se signaient au passage de Berdoly, croyant voir le diable. En 1895, il renonça à son siège de conseiller général et fut réélu député en 1898. En 1900 enfin, il fut élu sénateur des Basses-Pyrénées, en remplacement du sénateur républicain Louis Vignancour. Berdoly ne joua qu’un rôle modeste dans les assemblées, soutenant les ministères Waldeck-Rousseau et Combes, dont il approuvait la politique anticléricale. Il défendit l’agriculture, qu’il souhaitait voir fortement protégée, et fut très prudent sur les questions sociales et fiscales, promettant à ses électeurs de défendre la « propriété contre les menaces du socialisme révolutionnaire ». Il mourut pendant son mandat de sénateur.
Berdoly était un ami du peintre Odilon Redon, qu'il reçut dans son château d'Uhart-Mixe.